# Барзан Ибрахим Тикрити
Барзан Ибрахим ал-Хасан ал-Тикрити (на арабски: طرزان إبراهيم الحسن التكريتي – Barzān Ibrāhīm al-Ḥasan at-Tikrītī), познат и като Баразан Ибрахим ал-Тикрити и Барасан Ибрахим Алхасан, сред 3-та природени братя на Саддам Хусейн, е ръководител на разузнаването на Ирак (известно като Мухабарат) – организацията, за която се смята, че е измъчвала и убивала хиляди противници на режима в Ирак. Смята се, че по време на залавянето му е съветник на президента Саддам.

## Постове в правителството
Тикрити е водеща фигура в Мухабарат, тайната полиция. От 1979 до 1983 г. играе ключова роля като ръководител на разузнаването при убийствата на противниците на режима в Ирак. Известен е с безкомпромисните си ходове по прочистване на иракската армия от нелоялни военнослужещи.
През 1989 г. започва работа като представител на Ирак пред службите на ООН в Женева, в т.ч. в Комитета по човешките права. Прекарва там около десетилетие. Смята се, че през това време е управлявал тайни банкови сметки на Саддам, внасяйки в тях суми от програмата на ООН „Петрол срещу храни“.

## След нападението на Ирак
Барзан е сред най-търсените от американската армия личности по време на войната. През април 2003 г. бойни самолети пускат 6 ракети, управлявани със спътник, върху сграда в гр. Рамади, западно от Багдад, където се предполага, че се крие Барзан. На 17 април 2003 г., 2 седмици след падането на Багдад, е потвърдено, че Барзан Ибрахим е заловен жив в Тикрит. Тогава се разбира, че е болен от рак.
Предаден е на временното иракско правителство на 30 юни 2004 г., а обвинението му е представено на 1 юли 2004 г. Процесът започва на 19 октомври 2005 г. До произнасянето на смъртната присъда е настанен в болница под охрана.

## Екзекуция
Барзан, заедно със Саддам Хусейн и бившия главен съдия на иракския революционен трибунал Ауад Хамед ал-Бандар, е осъден на смърт чрез обесване. Първоначално смъртната присъда на 3-та е трябвало да бъде изпълнена заедно, както Барзан и Бандар пожелават. Правителството решава да изтегли екзекуцията на Саддам Хюсеин преди религиозния празник и тя е извършена на 30 декември. Поради недостиг на време и проблем с транспорта (няма хеликоптер, който да ги транспортира), както и международен натиск, обесването на двамата е отложено за 15 януари.
Екзекуцията на Барзан и Бандар е изпълнена в 00:00 GMT (03:00 в Багдад) на 15 януари 2007 г. Смъртта на Барзан е потвърдена в 3:05/00:05 GMT. На адвоката на Тикрити и Бандар не е позволено да присъства, както при случая с обесването на Саддам.